# Extracurricular
Extracurricular (Hangul: 인간수업; RR: Ingansueob, lit. Human Lessons), es una serie de televisión surcoreana la cual fue estrenada el 29 de abril del 2020 a través de Netflix.

## Sinopsis
La serie sigue a un grupo de estudiantes de secundaria que comienzan a cometer delitos para ganar dinero y los peligros impredecibles e irreversibles que enfrentan como resultado de sus acciones:
El aparentemente tímido Oh Ji-soo, que es un joven estudiante modelo de secundaria, sin embargo en realidad es el autor intelectual de una serie de actividades criminales que van más allá de la imaginación de sus compañeros de clases, ya que para poder tener dinero para sus gastos y para pagar su matrícula universitaria, toma una mala decisión, la cual lo lleva a cometer un grave delito.
Pronto su aparente arriesgada y despreocupada doble vida, se verá interrumpida, cuando se mezcla con la imprudente alborotadora Seo Min-hee y la rica Bae Gyu-ri, dos jóvenes estudiantes que asisten a la misma escuela que Ji-soo, y que pronto terminan involucradas en sus crímenes.

## Reparto[5]

### Personajes principales[6]
| Actor        | Personaje   | N.º de episodios | Notas |
| ------------ | ----------- | ---------------- | --- |
| Kim Dong-hee | Oh Ji-soo   | 10               | Es un estudiante de secundaria que comete un delito para poder pagar la matrícula universitaria.                                                                     |
| Jung Da-bin  | Seo Min-hee | 10               | Es una estudiante y compañera de clases de Oh Ji-soo. Min-hee es una alborotadora y agresora que termina involucrándose en los actos criminales de Ji-soo por error. |
| Park Ju-hyun | Bae Gyu-ri  | 10               | Es la peligrosa amiga de Oh Ji-soo, quien lo ayuda a cometer crímenes.                                                                                               |
| Nam Yoon-soo | Ki-tae      | 10               | Es el novio de Seo Min-hee y el estudiante más popular de la escuela.                                                                                                |

### Personajes secundarios
| Actor                  | Personaje      | Episodios donde apareció | Notas                                                                                          |
| ---------------------- | -------------- | ------------------------ | ---------------------------------------------------------------------------------------------- |
| Choi Min-soo           | Lee Whang-chul | -                        | Es un hombre que ayuda a Oh Ji-soo a cometer crímenes.                                         |
| Park Hyuk-kwon         | Cho Jin-woo    | -                        | Es el maestro de clases de Oh Ji-soo, Seo Min-hee y Bae Gyu-ri.                                |
| Kim Yeo-jin            | Lee Hae-gyoung | -                        | Es una oficial de la policía que trabaja en el departamento de Asuntos de la Mujer y el Menor. |
| Park Ho-san            | Oh Jung-jin    | -                        | Es el padre de Oh Ji-soo.                                                                      |
| Lee Seung-woo          | Chae Bin       | -                        | Es un estudiante y compañero de clases de Oh Ji-soo.                                           |
| Shim Yi-young          | -              | -                        | Es la madre de Bae Gyu-ri.                                                                     |
| Kim Young-pil (김영필) | -              | -                        | Es el padre de Bae Gyu-ri.                                                                     |
| Woo Da-bi (우다비)     | Soo-ji         | -                        |                                                                                                |
| Seo Ye-hwa (서예화)    | Sung-mi        | -                        | [ 9 ]                                                                                          |
| Kim Lee-kyung (김이경) | Ji-ye          | -                        |                                                                                                |
| Lee Jae-baek (이재백)  | Kang Bbang     | -                        |                                                                                                |
| Im Ki-hong (임기홍)    | Dae-yeol       | -                        |                                                                                                |
| Park Bo-mi (박보미)    | Min-joo        | -                        |                                                                                                |
| Kwon Han-sol           | Hye-min        | -                        |                                                                                                |
| Kim Mo-bum (김모범)    | -              | -                        |                                                                                                |
| Kim Yi-kyung           | Kim Ji-ye      |                          | [ 10 ]                                                                                         |

### Apariciones especiales
| Actor         | Personaje  | Episodios donde apareció | Notas |
| ------------- | ---------- | ------------------------ | ----- |
| Kim Kwang-kyu | Byung Kwan | -                        |       |
| Oh Kwang-rok  | Jae-ik     | -                        |       |
| Baek Joo-hee  | Mi-jung    | -                        |       |

## Producción
La serie también es conocida como "Human Lessons". Es una serie original de Netflix que sigue a un joven estudiante modelo cuya vida da un giro cuando una compañera de clases se interesa en su plan para asegurarse clandestinamente un lugar en la universidad.
Fue dirigida por Kim Jin-min (김진민), quien contó con el apoyo del guionista Jin Han-sae. Mientras que la producción ejecutiva estuvo a cargo de Yoon Shin-ae.
Las filmaciones finalizaron el 6 de agosto del 2019.
La serie también contó con el apoyo de la compañía de producción "Studio 329" y fue emitida por Netflix.

## Premios y nominaciones
| Año  | Premio                                                     | Categoría        | Nominado (a)    | Resultado |
| ---- | ---------------------------------------------------------- | ---------------- | --------------- | --------- |
| 2021 | 57th Baeksang Arts Award                                   | Best New Actor   | Nam Yoon-soo    | Nominado  |
| 2021 | 57th Baeksang Arts Award                                   | Best New Actress | Park Ju-hyun    | Ganó      |
| 2021 | 57th Baeksang Arts Award                                   | Best Drama       | Extracurricular | Nominado  |
| 2020 | 2nd Asia Contents Awards Busan International Film Festival | Newcomer Actress | Park Ju-hyun    | Nominada  |
| 2020 | 2nd Asia Contents Awards Busan International Film Festival | Best Writer      | Jin Han-sae     | Nominado  |